# تيمو يتشيرت
تيمو يتشيرت (بالهولندية: Timo Letschert) (25 مايو 1993 ببورميراند في هولندا - ) هو لاعب كرة قدم هولندي في مركز الدفاع. شارك مع منتخب هولندا تحت 21 سنة لكرة القدم. أما مع النوادي، فقد لعب مع رودا ياي سي ونادي أوترخت ونادي غرونينغن.

## وصلات خارجية
- تيمو يتشيرت على موقع قاعدة بيانات كرة القدم.إي يو (الإنجليزية)
- تيمو يتشيرت على موقع Soccerbase.com (لاعب) (الإنجليزية)
- تيمو يتشيرت على موقع Soccerway.com (الإنجليزية)
- تيمو يتشيرت على موقع عالم كرة القدم.نت (الإنجليزية)
- تيمو يتشيرت على موقع AS.com (الإسبانية)